# Morondava
Morondava és una ciutat situada a la costa oest de l'illa de Madagascar, davant de Moçambic, és la capital del poble de Sakalava del Menabe. Envoltada per totes bandes per gegantins baobabs, la ciutat està situada a la desembocadura del riu que porta el mateix nom. Aquesta varietat de baobabs, Adansonia grandidieri, denominats Renala pels habitants de la regió, és endèmica i presenta la particularitat de ser particularment abundants a la regió del Menabe.
Al costat del canal de Moçambic, Morondava ofereix molt sol en els seus carrers i al costat de les platges, on es poden contemplar a les goletes i les piragües atiades pel vent. Una particularitat és que la gamba aquí és anomenada "rosa", ja que de la seva pesca depèn gran part de la població de la zona.

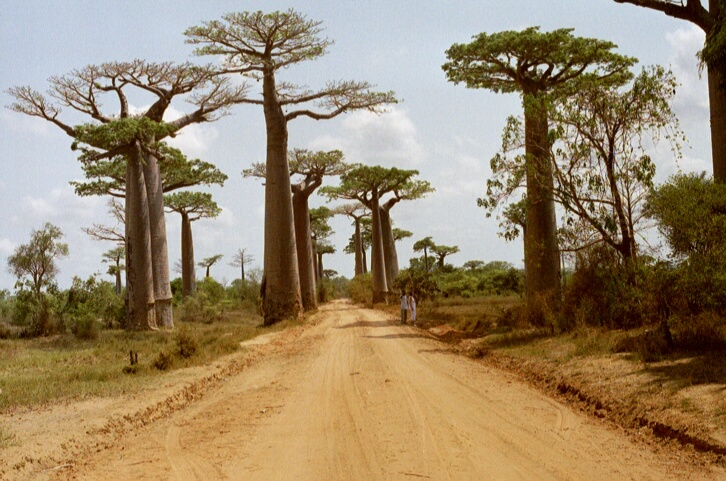
Baobab Avenue.